# Liste von Kunstwerken im öffentlichen Raum in Troisdorf
Hier werden die frei zugänglichen Kunstwerke in Troisdorf aufgelistet.

## Troisdorf-Mitte
| Titel                         | Künstler                       | Aufstellung               | Standort                                              | Koordinaten             | Beschreibung | Bild           |
| ----------------------------- | ------------------------------ | ------------------------- | ----------------------------------------------------- | ----------------------- | --- | -------------- |
| Die Zehn plus Zwei            | Giovanni Vetere                | 2019                      | Rathaus                                               | 50,81765° N, 7,14738° O | 12-teilige Skulptur aus Masten, Blei und Eisenscheiben | Weitere Bilder |
| Begegnung                     | Reinhard Puch                  | 2018                      | Rathaus                                               | 50,81762° N, 7,14826° O | Skulptur aus Corten-Stahl | Weitere Bilder |
| Ort der Erinnerung            | Victor Bonato                  | 2003                      | Rathaus                                               | 50,81727° N, 7,14904° O | Mehrteilige Skulptur aus Granit. Zentrales Element ist der Torbogen. Ein gerader Weg aus quadratischen Betonplatten führt zu einem Kreissegment mit den Versen des Drehbuchautors Tonino Guerra.                                                         | Weitere Bilder |
| Engel der Kulturen            | Carmen Dietrich, Gregor Merten | 2018                      | Rathaus                                               | 50,81763° N, 7,14816° O | In den Boden eingelassene Intarsie in Form eines Engels. Siehe Engel der Kulturen | Weitere Bilder |
| Stazione di Rialto            | Victor Bonato                  | 1997                      | Am Bürgerhaus 16                                      | 50,81392° N, 7,15442° O | Zwei gebogenen 10 Meter lange Eisenbahnschienen klemmen eine schwere Eisenkugel ein und hindern sie so am wegrollen. | Weitere Bilder |
| Aufbruch                      | Jörg Umrath                    | 1984                      | Am Bürgerhaus 25                                      | 50,81384° N, 7,15538° O | Zwei 3 Meter hohe Stahlplatten wurden durch Sprengung aufgebrochen und so verformt, dass sie den Findling umschließen. | Weitere Bilder |
| Dicker Mann                   | Karl-Henning Seemann           | 1987 (erstellt 1967–1971) | Fischerplatz                                          | 50,81372° N, 7,15694° O | Der dicke Mann aus Bronze steht erschlafft in der Fußgängerzone. | Weitere Bilder |
| Lebenssäule                   | Giovanni Vetere                | 1984                      | Fischerplatz                                          | 50,8139° N, 7,15738° O  | Die Lebenssäule thematisiert den immer währenden Kreislauf von Geburt, Leben und Tod. Auf allen Flächen fallen besondere die Köpfe mit den großen Augen auf.                                                                                             | Weitere Bilder |
| Nobel-Metamorphosen           | Hans-Jürgen Breuste            | 1984                      | Kölner Straße 68                                      | 50,81536° N, 7,15652° O | Die Skulptur setzt sich kritisch mit der Arbeit von Alfred Nobel und dem Friedensnobelpreis auseinander. | Weitere Bilder |
| Bronzefigur                   | Giovanni Vetere                | 1980                      | Schloßstraße 2A                                       | 50,81529° N, 7,15736° O | Die Bronzefigur ist stark stilisiert. Der runde Kopf mit deutlich erkennbaren Augen lässt die Stele zum Menschen werden. | Weitere Bilder |
| Zuneigung                     | Johannes Dröge                 | 1984                      | Kölner Straße 43–55                                   | 50,81459° N, 7,15884° O | Ein weißer Marmorstein wird von einem ovalen grünen Diabas umschlossen. | Weitere Bilder |
| Ortsbestimmung                | Victor Bonato                  | 1987                      | Kölner Platz                                          | 50,81414° N, 7,16148° O | Die Wasserskulptur besteht aus vier um 90 Grad gedrehte und ineinander geschobenen kleine Treppen. Vier Kugel rollen scheinbar die Stufen hinunter. Eine Kugel liegt schon fernab auf dem Pflaster.                                                      | Weitere Bilder |
| Stadttor (Ursulaplatz)        | Joachim Bandau & Victor Bonato | 1985                      | Kölner Str. 1                                         | 50,81446° N, 7,16403° O | Die Silhouette des großen Stadttors ist halbkreisförmig. Das Wasser läuft an Glasplatten, die von Stahlstützen gehalten werden, herab. | Weitere Bilder |
| Stadttor                      | Joachim Bandau & Victor Bonato | 1985                      | Kölner Straße 95                                      | 50,81576° N, 7,15498° O | Das kleine Stadttor ist hat die Form eines Viertelkreises. Das Wasser läuft an Glasplatten, die von Stahlstützen gehalten werden, herab. | Weitere Bilder |
| Mutter und Kind und das Leben | Selvino Cavezza                | 1984                      | Ursulaplatz                                           | 50,81471° N, 7,16539° O | Die vertikal ausgerichtete Bronzeskulptur beginnt schmal und weitet sich in organische Formen aus. Die dabei entstehende Negativform bildet dazu einen starken Kontrast.                                                                                 | Weitere Bilder |
| Quetschungen                  | Reinhold Georg Müller          | circa 1980                | Städtische Realschule Am Heimbach                     | 50,81509° N, 7,16588° O | Auf den Stein wird mittels einer Gewindestange und an ihren Enden verschraubten Muttern Kraft ausgeübt. Die industriell gefertigten Metallteile stehen im starken Kontrast zum organisch bearbeiteten – gequetschten – Stein.                            | Weitere Bilder |
| Hand und Fuß                  | Ernst-Reinhart Böhlig          | unbekannt                 | Burg Wissem                                           | 50,8171° N, 7,16326° O  | Die Kalksandsteinskulptur stellt einen Fuß dar. Zu sehen sind Finger, die die Zehen spielerisch umfassen. | Weitere Bilder |
| Kleines Mirardrom             | Kurt Buchwald                  | 1997/1998                 | Burg Wissem                                           | 50,81735° N, 7,16374° O | Sieben Stahlständer tragen jeweils eine schwarze quadratische Platte mit einem Loch in der Mitte. Sie sollen, wie die Blende in Fotoapparaten, die Blicke bewusst eingrenzen.                                                                            | Weitere Bilder |
| Babylon                       | Victor Bonato                  | 1999                      | Burg Wissem                                           | 50,81764° N, 7,16448° O | Vier Buchstaben aus Beton liegen wie hingeworfen auf einem Podest. Sie ergeben das Wort Wort. | Weitere Bilder |
| Stele                         | Giovanni Vetere                | unbekannt                 | Burg Wissem                                           | 50,81728° N, 7,16529° O | Die massige, nur grob bearbeitete Stele wird oben durch stilisierte Köpfe abgeschlossen. | Weitere Bilder |
| Hans im Glück                 | Tor Michael Sönksen            | unbekannt                 | Burg Wissem                                           | 50,81724° N, 7,16552° O | Hans im Glück wird mit Gold, Pferd, Kuh, Schwein, Gans und Schleifstein dargestellt. Auf dem Boden liegt eine Negativform von ihm. Die sieben Figuren sind aus Stahlplatten ausgeschnitten, teilweise bemalt und durch aufgesetzte Stahlplatten ergänzt. | Weitere Bilder |
| Reliefstein                   | Giovanni Vetere                | unbekannt                 | Burg Wissem                                           | 50,81734° N, 7,16637° O | Der Reliefstein ist an allen vier senkrechten Seiten mit großen und kleinen Menschen bedeckt. | Weitere Bilder |
| Materielle Studie             | Jiri Necas                     | unbekannt                 | Burg Wissem                                           | 50,81744° N, 7,16651° O | Auf einem Betonsockel liegt eine Granitplatte und drei Holzbalken. Den Abschluss bildet ein Holzbrett. | Weitere Bilder |
| Rupert Neudeck Denkmal        | Joost Meyer                    | 2018                      | Burg Wissem                                           | 50,81779° N, 7,16568° O | Denkmal zu Ehren von Rupert Neudeck. Er war Journalist und Mitbegründer Cap Anamur/Deutsche Not-Ärzte. | Weitere Bilder |
| Schuh                         | Masoud Sadedin                 | 2004                      | Burg Wissem                                           | 50,8181° N, 7,16573° O  | Der überdimensionierte Beton-Abguss eines Schuhs ruht auf einem Sockel. | Weitere Bilder |
| Sinnbaum                      | Tor Michael Sönksen            | 2004                      | Burg Wissem                                           | 50,81916° N, 7,16682° O | Der Sinnbaum ist aus einzelnen Baumstämmen zusammengesetzt und teilweise mit Bleiplatten beschlagen. | Weitere Bilder |
| Tumbleweed                    | Victor Bonato                  | 1997                      | Wilhelm-Stricker-Weg (genauer Standort nicht bekannt) | 50,82019° N, 7,16655° O | Die Kugel mit 6 Meter Durchmesser ist aus kreisförmig gebogenen Eisenrohren luftig zusammengesetzt. Sie wirkt trotz der Größe so filigran, dass ein Windstoß auszureichen scheint, um sie weg zu wehen.                                                  | Weitere Bilder |
| Reliefstein                   | Giovanni Vetere                | 1977                      | Waldpark (zwischen Vogelpark und Bienenstock)         | 50,82103° N, 7,16293° O | Der Kopf und Hals auf der Vorderseite des länglichen Steins sind plastisch herausgearbeitet. | Weitere Bilder |

## Oberlar
| Titel            | Künstler        | Aufstellung | Standort                            | Koordinaten             | Beschreibung | Bild           |
| ---------------- | --------------- | ----------- | ----------------------------------- | ----------------------- | --- | -------------- |
| Gesichtsverlust  | Johannes Dröge  | 1984        | Sieglarer Straße                    | 50,81336° N, 7,14322° O | Die 110 cm Hohe Skulptur aus Diabasstein stellt einen menschlichen Kopf dar. Während der Hinterkopf erkennbar ist, ist das Gesicht von einem Schild oder einer Hand verdeckt. | Weitere Bilder |
| Blick nach innen | Selvino Cavezza | 1988        | im Außenraum, öffentlich zugänglich | 50,81139° N, 7,14164° O | Die Skulptur stellt einen knieenden Menschlichen dar. Der Körper ist aus reduzierten, runden Formen zusammengesetzt.                                                          | Weitere Bilder |
| Gratwanderung    | Georg Wittwer   | 1997        | im Außenraum, öffentlich zugänglich | 50,8092° N, 7,1376° O   | Auf einem Schutzwall liegen mit Beton ausgegossene Baumstämme: Mit der Zeit zersetzt sich das Holz und die Betonkerne werden sichtbar.                                        | Weitere Bilder |